# Euselates bojakana
Euselates bojakana är en skalbaggsart som beskrevs av Jakl och Krajcik 2006. Euselates bojakana ingår i släktet Euselates och familjen Cetoniidae. Inga underarter finns listade i Catalogue of Life.